# Zastava Kazahstana
Zastava Kazahstana u današnjem obliku je usvojena 4. lipnja 1992.

## Opis
Zastava se sastoji od neboplave pozadine sa stepskim orlom ispod zlatnog sunca s 32 zrake u centru, te mrežaste šare postavljene uspravno na lijevoj strani.
Šara predstavlja umjetnost i kulturne tradicije starog kanata, te Kazaka. Svjetlo-plava pozadina predstavlja razne turske narode koji čine današnje stanovništvo zemlje, uključujući Tatare, Mongole, Ujgure i ostale. Među ovim narodima, plava boja ima religijski značaj; modernija interpretacija je ta da neboplava boja predstavlja široko nebo Kazahstana i slobodu.
Zlatni orao je vezan za carstvo Džingis-kana, koji je vladao Kazahstanom pod plavom zastavom s orlom na njoj; to je podsjetnik na ponosnu povijest naroda koji formira današnju državu Kazahstan.

## Vanjske poveznice
- Flags of the World